# Khaos Legions
Khaos Legions – ósmy studyjny album szwedzkiego zespołu melodic death metalowego Arch Enemy. Wydawnictwo ukazało się 27 maja 2011 roku nakładem wytwórni muzycznej Century Media Records. Nagrania zostały zarejestrowane w Sweet Spot Studio i Studio Landgren 5.3, pomiędzy grudniem 2010, a marcem 2011 roku. Był to ostatni materiał formacji zarejestrowany z udziałem gitarzysty Christophera Amotta i wokalistki Angeli Gossow.
Album dotarł do 78. miejsca listy Billboard 200 w Stanach Zjednoczonych sprzedając się w nakładzie 6 tys. egzemplarzy w przeciągu tygodnia od dnia premiery. Płyta była promowana teledyskami do utworów "Yesterday Is Dead And Gone", "Bloodstained Cross", "Under Black Flags We March" i "Cruelty Without Beauty".

## Lista utworów
Opracowano na podstawie materiału źródłowego.
| Nr  | Tytuł utworu                  | Słowa                | Muzyka                                                                | Długość |
| --- | ----------------------------- | -------------------- | --------------------------------------------------------------------- | ------- |
| 1.  | „Khaos Overture”              | utwór instrumentalny | Christopher Amott, Daniel Erlandsson, Michael Amott, Sharlee D'Angelo | 01:30   |
| 2.  | „Yesterday Is Dead and Gone”  | Angela Gossow        | Christopher Amott, Daniel Erlandsson, Michael Amott, Sharlee D'Angelo | 04:21   |
| 3.  | „Bloodstained Cross”          | Angela Gossow        | Christopher Amott, Daniel Erlandsson, Michael Amott, Sharlee D'Angelo | 04:48   |
| 4.  | „Under Black Flags We March”  | Angela Gossow        | Christopher Amott, Daniel Erlandsson, Michael Amott, Sharlee D'Angelo | 04:40   |
| 5.  | „No Gods, No Masters”         | Angela Gossow        | Christopher Amott, Daniel Erlandsson, Michael Amott, Sharlee D'Angelo | 04:14   |
| 6.  | „City of the Dead”            | Angela Gossow        | Christopher Amott, Daniel Erlandsson, Michael Amott, Sharlee D'Angelo | 04:30   |
| 7.  | „Through the Eyes of a Raven” | Angela Gossow        | Christopher Amott, Daniel Erlandsson, Michael Amott, Sharlee D'Angelo | 05:09   |
| 8.  | „Cruelty Without Beauty”      | Angela Gossow        | Christopher Amott, Daniel Erlandsson, Michael Amott, Sharlee D'Angelo | 04:59   |
| 9.  | „We Are a Godless Entity”     | utwór instrumentalny | Christopher Amott, Daniel Erlandsson, Michael Amott, Sharlee D'Angelo | 01:34   |
| 10. | „Cult of Chaos”               | Angela Gossow        | Christopher Amott, Daniel Erlandsson, Michael Amott, Sharlee D'Angelo | 05:10   |
| 11. | „Thorns in My Flesh”          | Angela Gossow        | Christopher Amott, Daniel Erlandsson, Michael Amott, Sharlee D'Angelo | 04:54   |
| 12. | „Turn to Dust”                | utwór instrumentalny | Christopher Amott, Daniel Erlandsson, Michael Amott, Sharlee D'Angelo | 00:38   |
| 13. | „Vengeance Is Mine”           | Angela Gossow        | Christopher Amott, Daniel Erlandsson, Michael Amott, Sharlee D'Angelo | 04:09   |
| 14. | „Secrets”                     | Angela Gossow        | Christopher Amott, Daniel Erlandsson, Michael Amott, Sharlee D'Angelo | 04:05   |
|     |                               |                      |                                                                       | 54:41   |

## Twórcy
Opracowano na podstawie materiału źródłowego.
| Zespół Arch Enemy w składzie - Angela Gossow - wokal prowadzący - Christopher Amott - gitara rytmiczna, gitara prowadząca - Michael Amott - gitara rytmiczna, gitara prowadząca - Sharlee D’Angelo - gitara basowa - Daniel Erlandsson - perkusja, instrumenty perkusyjne Dodatkowi muzycy - Per Wiberg - instrumenty klawiszowe - Mikkel Sandager - wokal wspierający | Inni - Andy Sneap - miksowanie, mastering - Staffan Karlsson - efekty - Patric Ullaeus - zdjęcia - Rickard Bengtsson - produkcja muzyczna, realizacja nagrań, inżynieria dźwięku - Staffan Karlsson - realizacja nagrań, inżynieria dźwięku - Cabin Fever Media - oprawa graficzna - Brent Elliott White - okładka |

## Pozycje na listach
| Lista                   | Kraj              | Pozycja |
| ----------------------- | ----------------- | ------- |
| SNEP                    | Francja           | 77      |
| Billboard 200           | Stany Zjednoczone | 78      |
| Sverigetopplistan       | Szwecja           | 25      |
| Suomen virallinen lista | Finlandia         | 9       |
| Schweizer Hitparade     | Szwajcaria        | 41      |
| Ö3 Austria Top 40       | Austria           | 37      |
| Oricon                  | Japonia           | 11      |